# Barque de Rê

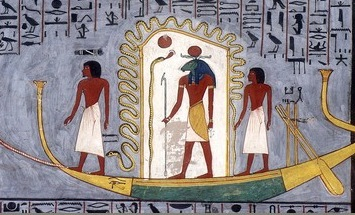
Livre des Portes, Barque de Rê.

Le dieu Rê utilise deux barques pour voyager de jour et de nuit :
- Barque Mândjyt :

Rê entame sa journée sur la barque Mândjyt et traverse les douze heures du jour avant d'entamer son périple souterrain.
- Barque Mésektet :

Rê entame son périple souterrain sur la barque Mésektet et traverse les douze heures de la nuit avant de pouvoir renaître au matin.